# Фреквенцијско скалирање
У архихектури рачунара, фреквенцијско скалирање (познато је и као фреквенцијско појачавање) је техника појачавања фреквенције процесора како би се остварило побољшање перформанси. Фреквенцијско појачавање је било доминантна снага у повећавању перформанси процесора од средине 1980-их до отприлике краја 2004. године.
Ефекат фреквенције процесора на брзину рачунара може се видети посматрајући једначине за рачунарски програм у току извршавања:
{\displaystyle \mathrm {Runtime} ={\frac {\mathrm {Instructions} }{\mathrm {Program} }}\times {\frac {\mathrm {Cycles} }{\mathrm {Instruction} }}\times {\frac {\mathrm {Time} }{\mathrm {Cycle} }}}
где су инструкције по програму укупне извршене инструкције у датом програму, циклуси по инструкцији су програмски-зависни, зависност архитектуре је просечна вредност, а секунде по циклусима су по дефиницији супротне фреквенције. Повећање у фреквенције смањује време извршавања ((енгл. runtime)). 
Kako god, потрошња енергије у чипу је дата једначином:
{\displaystyle P=C\times V^{2}\times F}
где је P снага, C је електрични капацитет који се укључи по циклусу такта, V је напон, и F је фреквенција процесора (циклус по секунди). Повећањем фреквенције се повећава количина енергије која се користи у процесору.
Повећање потрошње енергије процесора на крају доводи до отказивања Интелових Tejas and Jayhawk процесора (маја 2004. године), што се обично наводи као крај фреквенцијског скалирања као доминантне парадигме архитектуре рачунара.
Муров закон, упркос предвиђањима његове пропасти, и даље је на снази. Упркос проблемима напајања, транзистор густине се и даље удвостручује на сваких 18-24 месеца. 
Са завршетком фреквенцијског скалирања, ови нови транзистори (који више нису потребни да би се олакшало фреквенцијско скалирање) могу да се користе за додавање додатног хардвера, попут додатних језгара, да би се олакшала паралелна обрада - техника која се назива паралелно скалирање.
Крај фреквенцијског скалирања као доминантног узрока побољшања брзине процесора је узроковало да индустрије широм света пређу на паралелне рачунарске системе у облику вишејезгарних процесора.